# Президентская кампания Ксении Собчак (2018)
Президентская кампания Ксении Анатольевны Собчак — предвыборная кампания кандидата в президенты от партии «Гражданская инициатива» на выборах президента России 2018 года. О начале кампании было объявлено на YouTube-канале Собчак 18 октября 2017 года. Собчак с самого начала своей предвыборной кампании позиционировала себя как «кандидат против всех». В России возможность голосовать «против всех» на федеральном уровне была отменена в 2006 году. По итогам выборов Собчак набрала 1 238 031 голос (1,68 %), заняв 4-е место.

## Выдвижение
18 октября 2017 года в своём видео на YouTube Ксения Собчак объявила, что будет баллотироваться в президенты на выборах 2018 года. Слухи о выдвижении Собчак на президентских выборах появились за месяц до того, как она официально заявила, что будет баллотироваться в президенты. Собчак заявила, что будет кандидатом «против всех», так как после президентских выборов 2004 года вариант «против всех» был убран из бюллетеней, и поэтому хочет дать людям возможность снова проголосовать «против всех». При этом Собчак заявила, что снимет свою кандидатуру, если Алексей Навальный будет зарегистрирован ЦИК России.
Изначально Собчак выдвигалась как независимый кандидат — в этом случае ей пришлось бы собрать не менее 300 000 подписей, чтобы быть допущенной к выборам. Однако вскоре предвыборный штаб Собчак заявил, что кандидатура будет выдвинута политической партией — «Партией народной свободы» или «Гражданской инициативой». 15 ноября 2017 года было объявлено, что Собчак будет выдвинута «Гражданской инициативой». 23 декабря 2017 года на съезде «Гражданской инициативы» Ксения Собчак была официально выдвинута на пост президента.

## Политические позиции

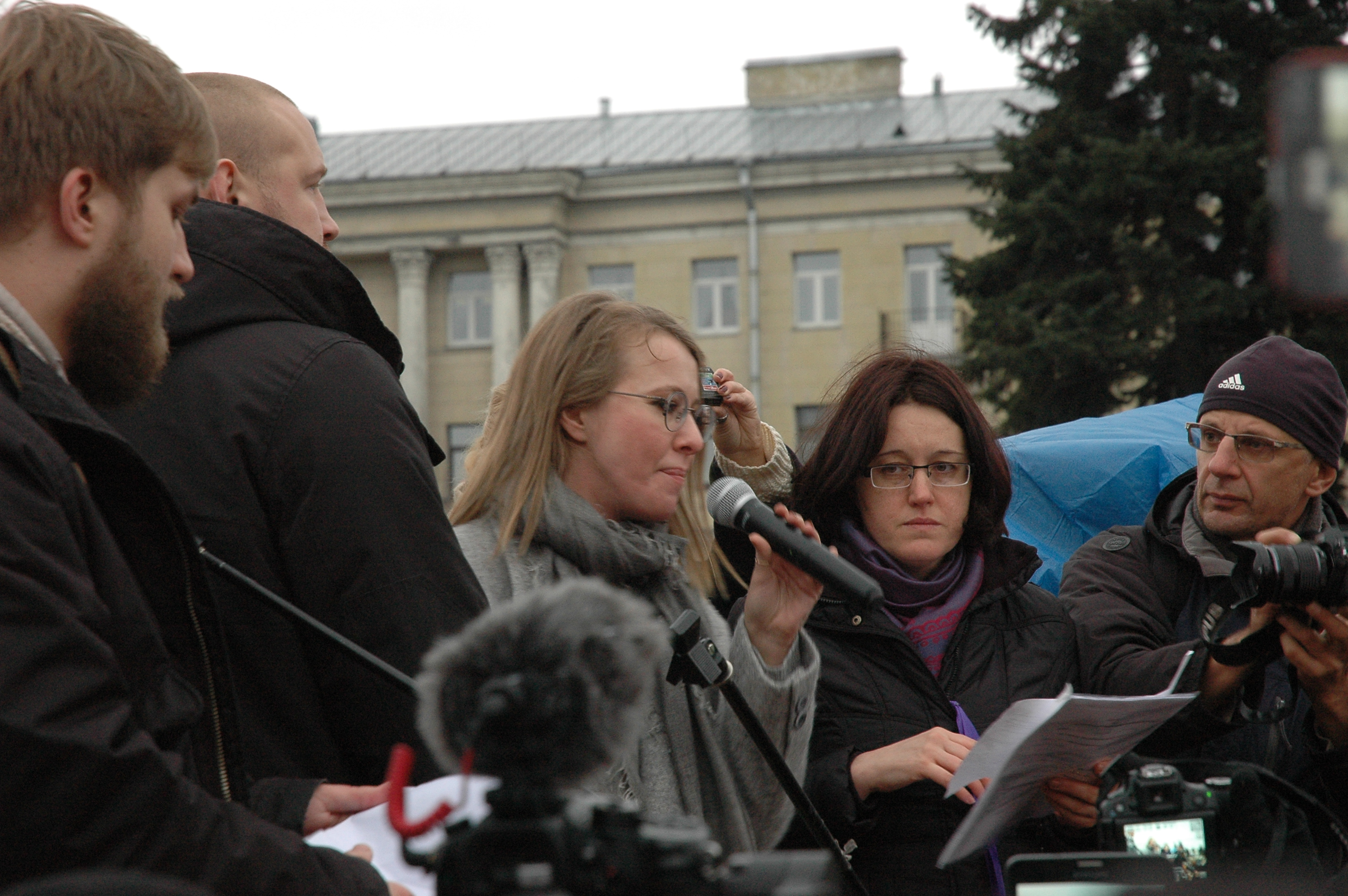
Собчак на встрече с петербургскими избирателями в ноябре 2017 года

Собчак является сторонницей рыночного капитализма и приватизации: «Россия — страна свободной экономики с сильным социальным сектором. Все крупные госкорпорации должны быть приватизированы с антимонопольными ограничениями. Государство не должно контролировать никакие отрасли экономики, доля государства в предприятиях и отраслях должна быть ограничена блокирующими пакетами».
Собчак высмеивает отсутствие женского представительства в промышленности и политике: «Почти 500 тяжёлых профессий в России официально закрыты для женщин, но среди всех остальных зарплата женщины почти на 30 % меньше, чем у мужчин. Среди наиболее важных компаний в стране женщины составляют около 5 %… В любом случае половина населения страны заслуживает женского голоса впервые за 14 лет в этих якобы мужских играх».
По мнению Собчак, безоговорочный возврат Крыма в состав Украины невозможен. Однако она также заявила, что, аннексировав Крым в 2014 году, Россия нарушила Будапештский меморандум 1994 года. 24 октября 2017 года заявила, что «по этим соглашениям мы согласились, что Крым является украинским, что для меня является самым важным». Собчак подчеркнула, что она не рассматривала вопрос с Крымом: «Я считаю, что эти вещи нужно обсуждать, очень важно обсудить их… искать способы выхода». Одновременно она предложила провести новый референдум о статусе Крыма после «широкой и равноправной кампании».
Собчак также заявила, что если она станет президентом, то уберёт тело Владимира Ленина с Красной площади, так как, по её мнению, это показатель «средневекового уклада жизни в стране». Данное предложение вызвало широкую критику, а лидер КПРФ Геннадий Зюганов заявил: «Трагично для страны, когда появляются Ксении и им подобные, которые не уважают волю великой страны».
15 марта 2018 года Собчак объявила, что после выборов сформирует новую политическую партию под названием «Партия перемен», совместно с Дмитрием Гудковым. В день выборов Собчак посетила и поссорилась с Алексеем Навальным, которого призвала вступить в её партию.

## Результаты
Ксения Собчак набрала 1,68 % голосов и, тем самым, заняла 4-е место. Наибольшее количество голосов Собчак получила в Санкт-Петербурге (4,33 %) и Москве (4,08 %).
После подведения итогов выборов Собчак признала победу Владимира Путина и отметила, что недовольна своими результатами. Однако при этом Собчак расценивала свой результат как победу на праймериз среди либеральных кандидатов. Также, за месяц до выборов Собчак заявила, что нацелилась и на участие в президентских выборах 2024 года.

Результаты Ксении Собчак на президентских выборах в России 2018 года